# 陰長生
陰長生，漢朝新野人，道教仙人，據說是漢朝孝和陰皇后的先人。
陰長生在東晉大興元年（公元318年）顯靈，傳授給鮑靚修道秘訣，鮑靚活了一百多歲才去世。陰長生還傳授刀解之術。